# Naturschutzgebiet Maasbecke
Das etwa 11 ha große Naturschutzgebiet Maasbecke mit der Kennung EN 012 befindet sich auf dem Gebiet der Stadt Hattingen im Ennepe-Ruhr-Kreis in Nordrhein-Westfalen. Das Naturschutzgebiet steht seit 1995 unter Schutz und erstreckt sich am südlichen Rand des Hattinger Ortsteils Blankenstein in Ost-West-Richtung.

## Beschreibung
Das Naturschutzgebiet Maasbecke umfasst das westlich der Straße „Im Vogelsang“ liegenden gleichnamige, naturnahe Bachtal der Maasbecke, sowie das östlich davon liegenden längere Bachtal der Hesselbecke, die als rechter Zulauf vor der Querung der Straße „Im Vogelsang“ in die Maasbecke einmündet.
Das Fachinformationssystem des Landesamtes für Natur, Umwelt und Verbraucherschutz in NRW beschreibt das Gebiet in seinem Biotopkataster wie folgt:

„Auf beiden Seiten des Baches finden sich alte Eichenbestände, Sümpfe, Röhrichte, großflächige Nass- und Feuchtwiesen und feuchte Hochstaudenflure. Wertigkeit Durch die typische Ufervegetation eines naturnahen Bachlaufs entsteht in diesem Gebiet wertvolle Verzahnung von Biotoptypen, die für das Bergisch-Sauerländisches Unterland charakteristisch ist. Ergänzt durch die alten Eichenmischwälder ergibt sich ein hervorragender Biotopkomplex.“

## Bedeutung
Das Naturschutzgebiet wurde wegen der Seltenheit und besonderen Eigenart des Bachtales als Naturschutzgebiet ausgewiesen. Schutzziel ist die „Erhaltung von Lebensgemeinschaften und Lebensstätten wildlebender, zum Teil gefährdeter Pflanzen- und Tierarten, insbesondere bachbegleitende Nasswiesen und Nassbrachen mit ausgedehnten Hochstaudenbeständen, Steilhänge mit gut strukturierten Gehölzen“ und die „Wiederherstellung eines naturnahen Bachtales insbesondere westlich der Straße ‚Im Vogelsang‘.“

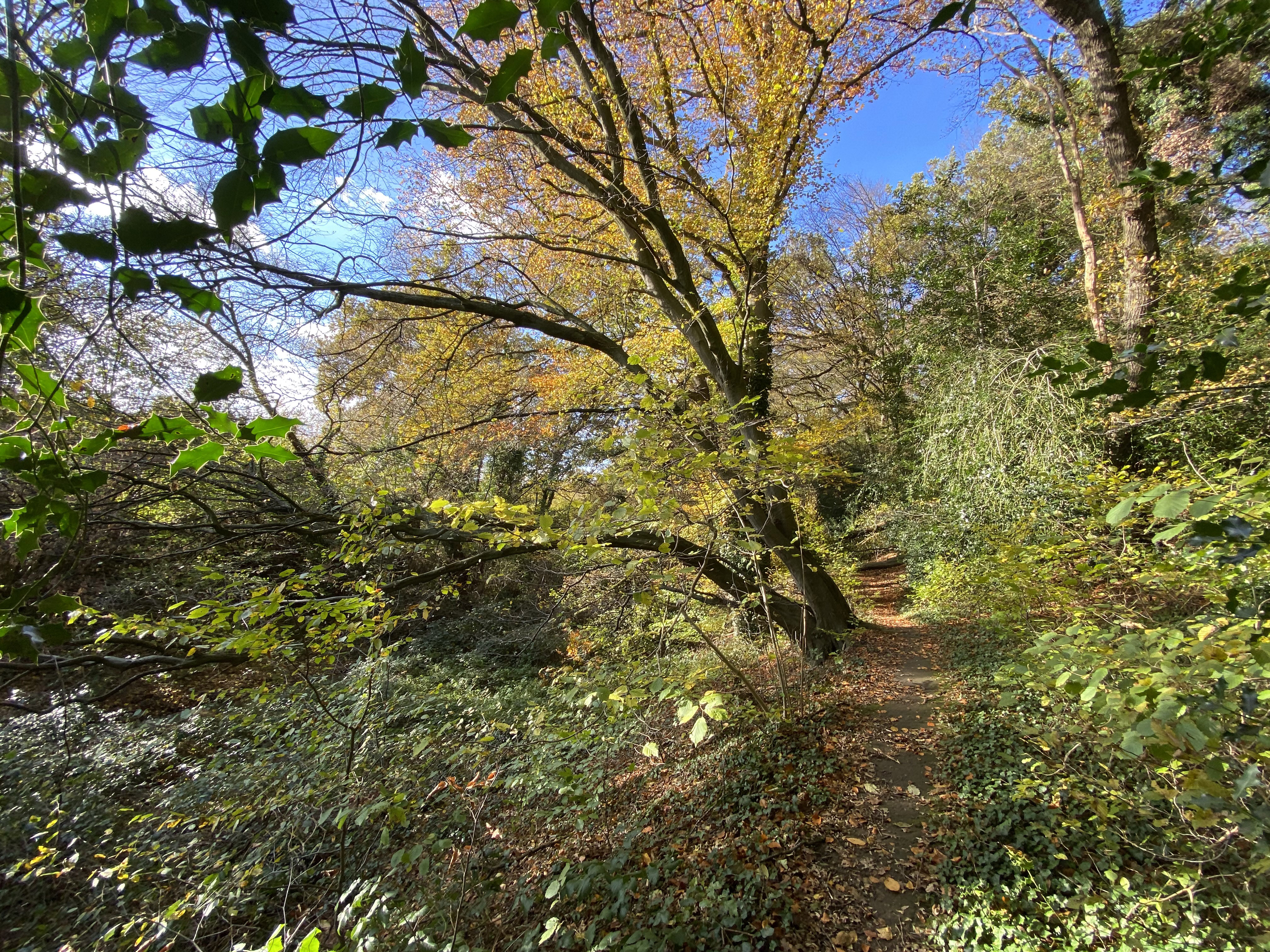
Im Tal der Hesselbecke
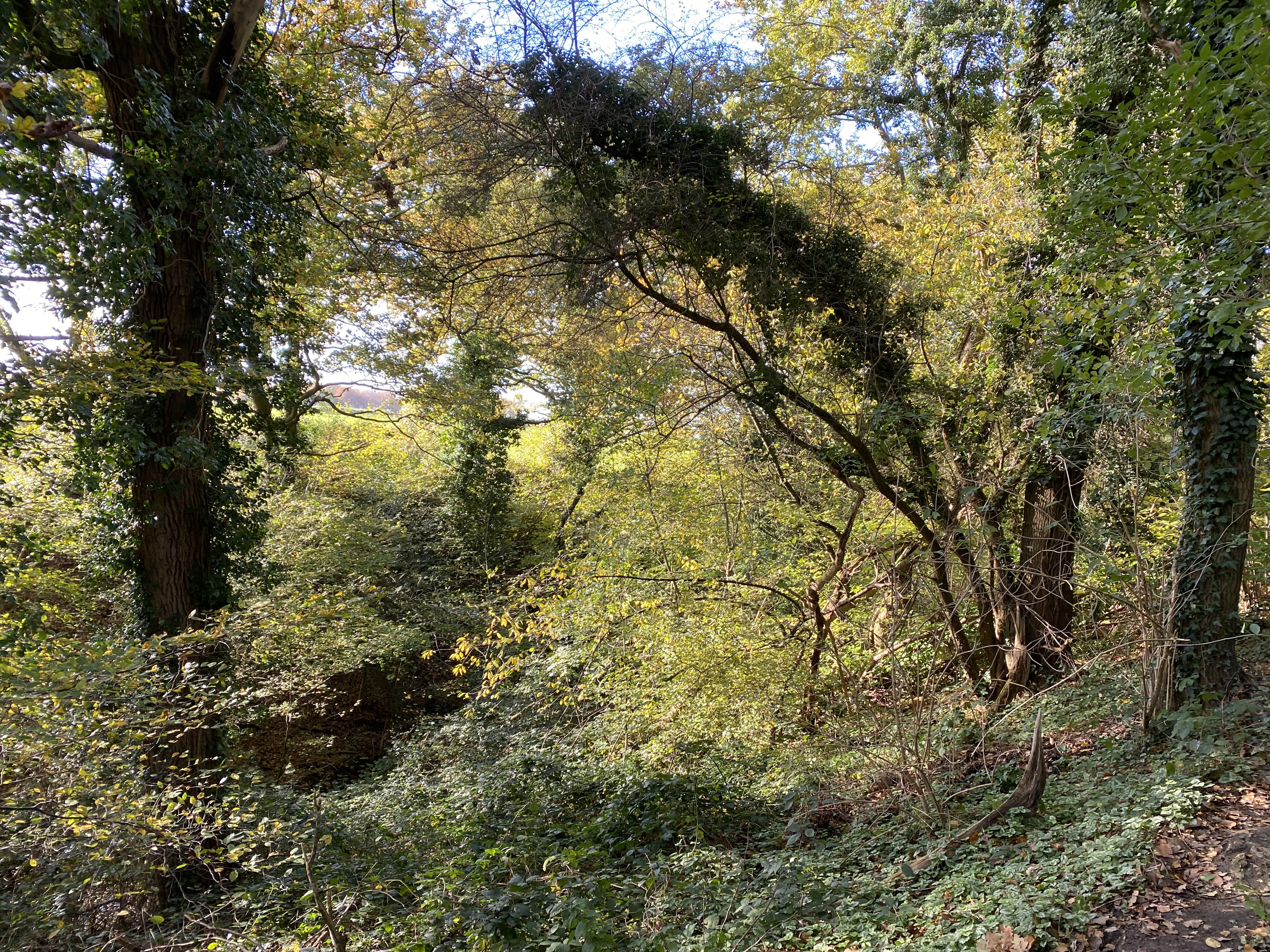
Tal der Hesselbecke mit Urwald-Charakter
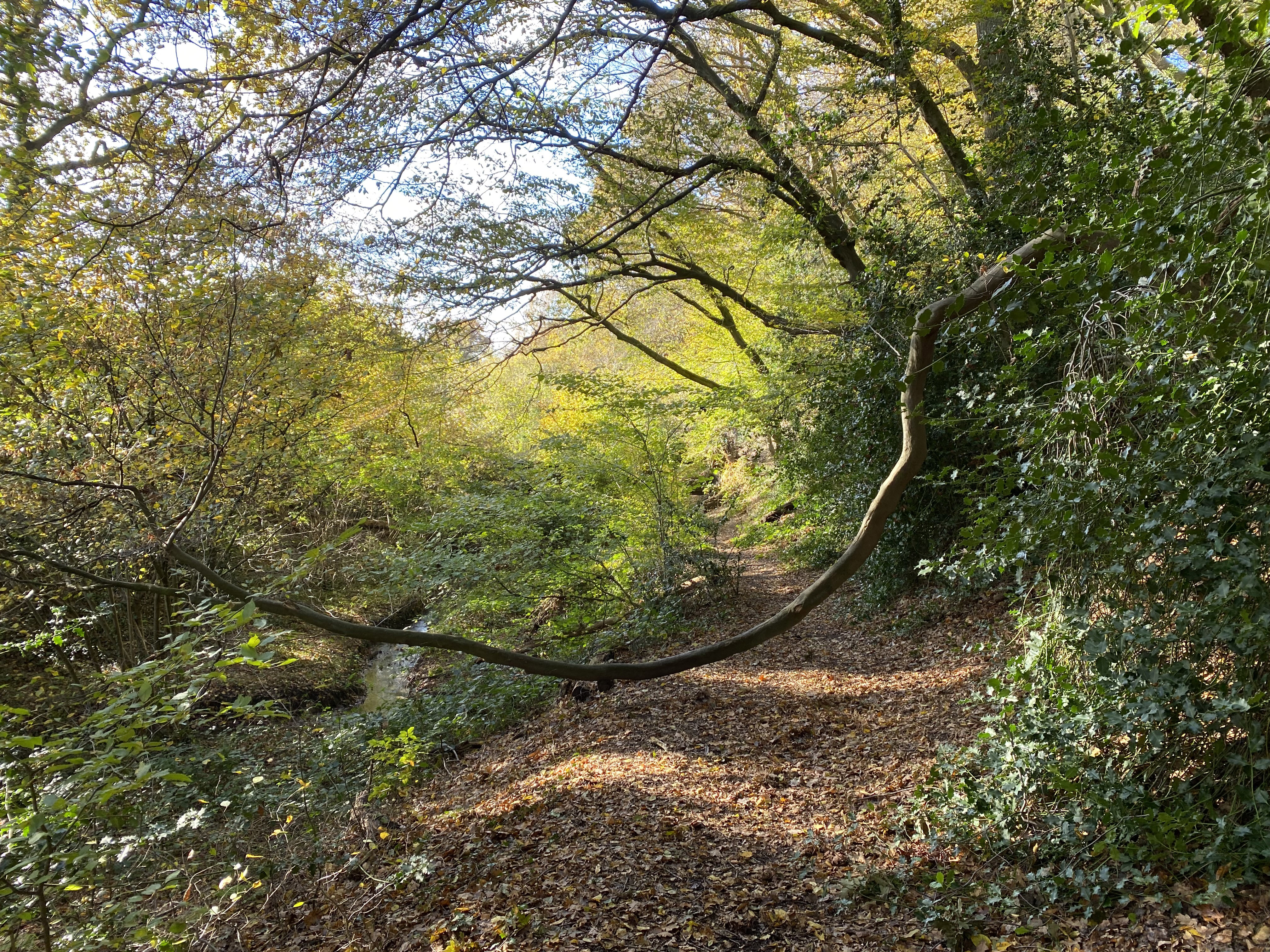
Bizarre Baumwuchsformen im Bachtal der Hesselbecke
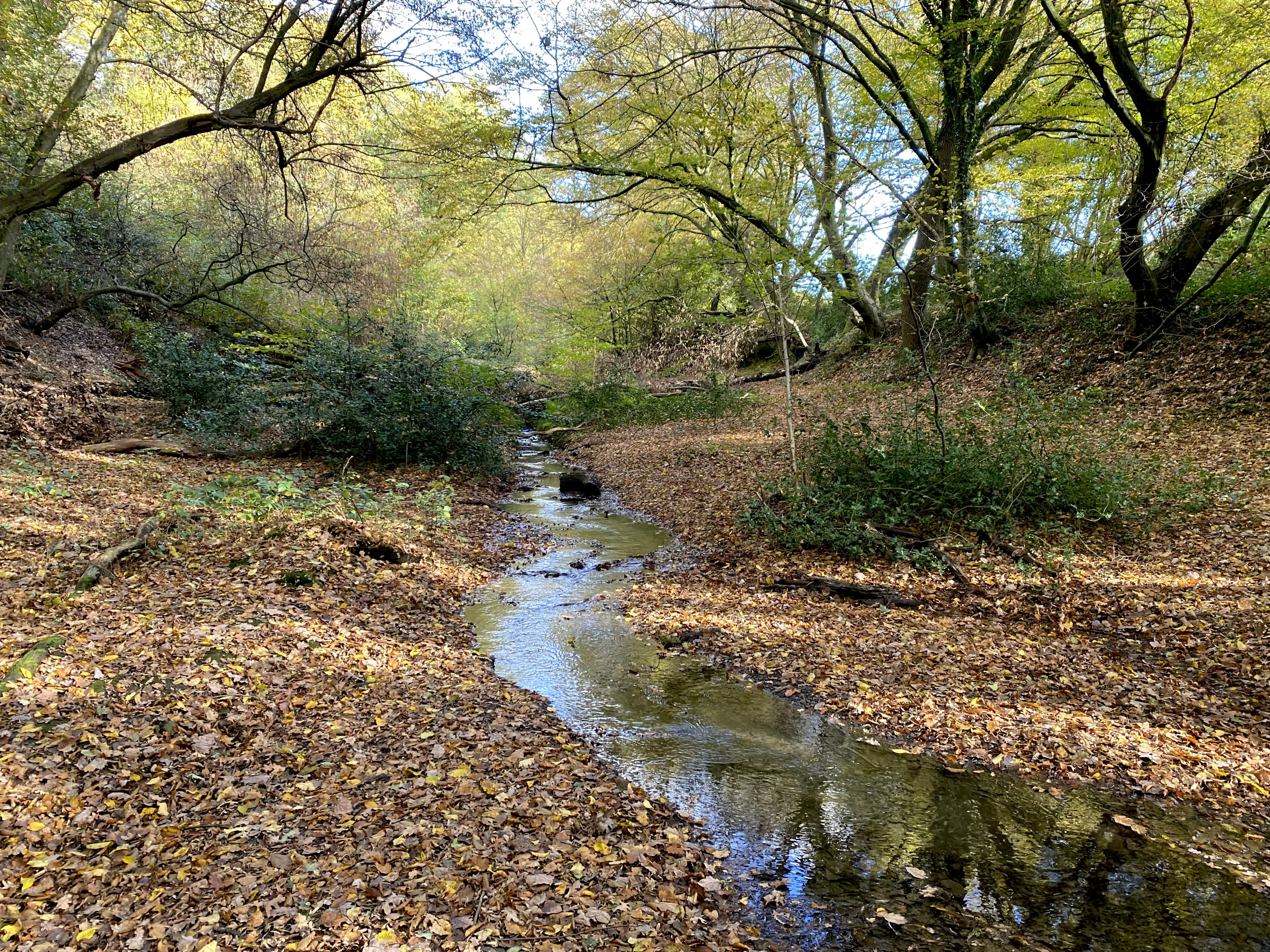
Hesselbecke
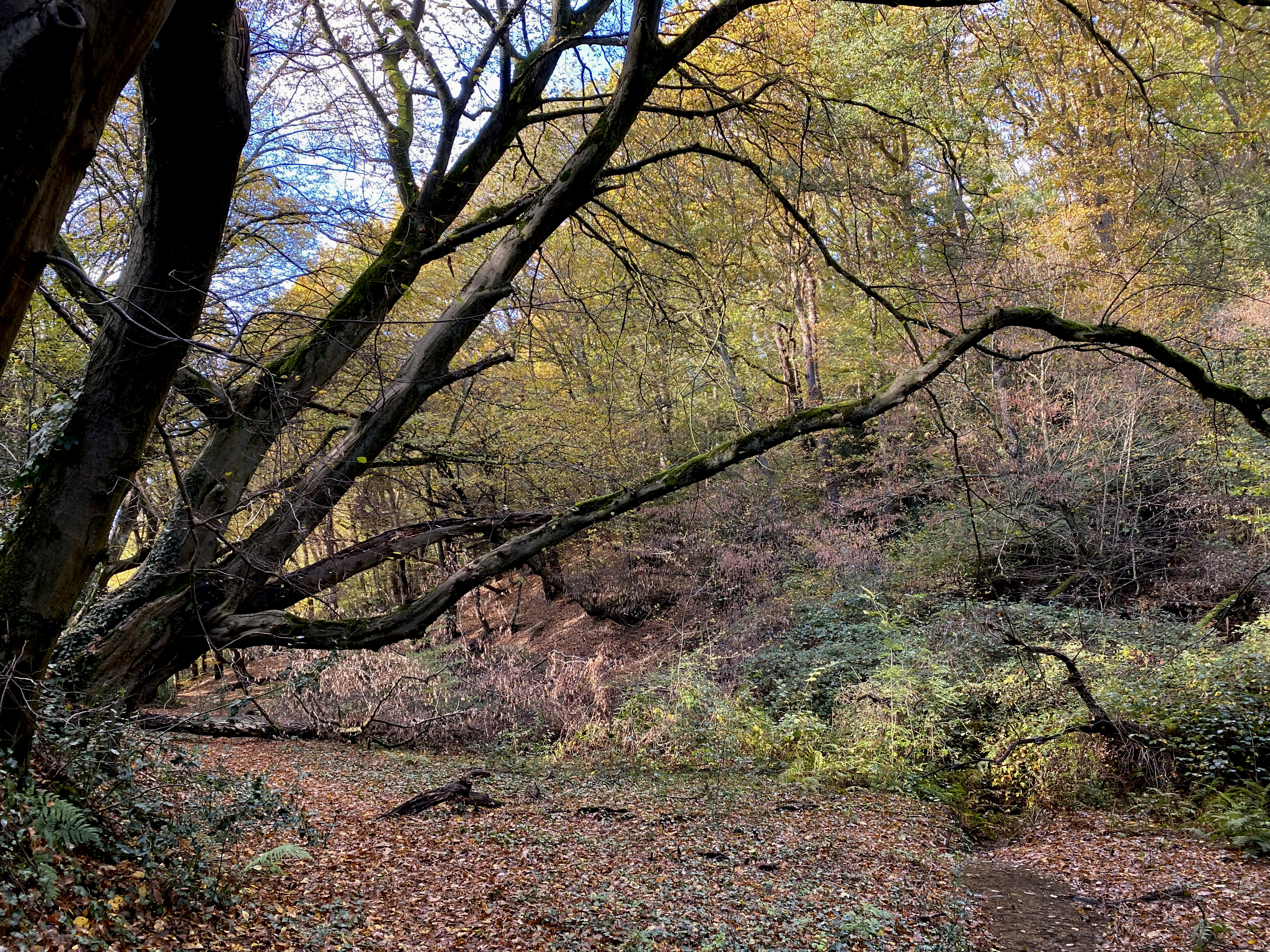
Naturnahes Bachtal der Hesselbecke
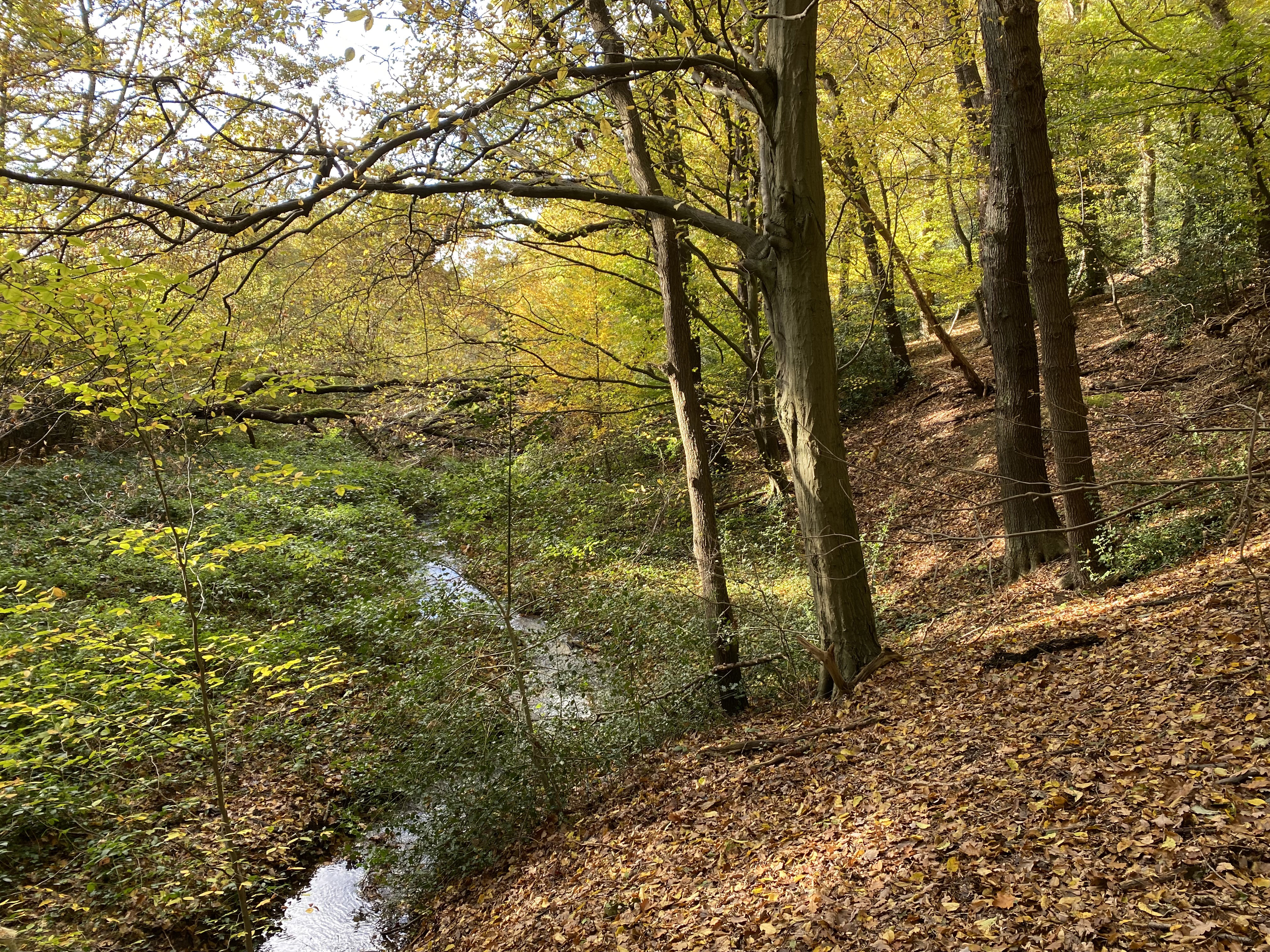
Ende des begehbaren Teils im NSG Hesselbachtal – Pfad führt ab hier aufwärts zur Klinik Blankenstein über dem Tal der Hesselbecke
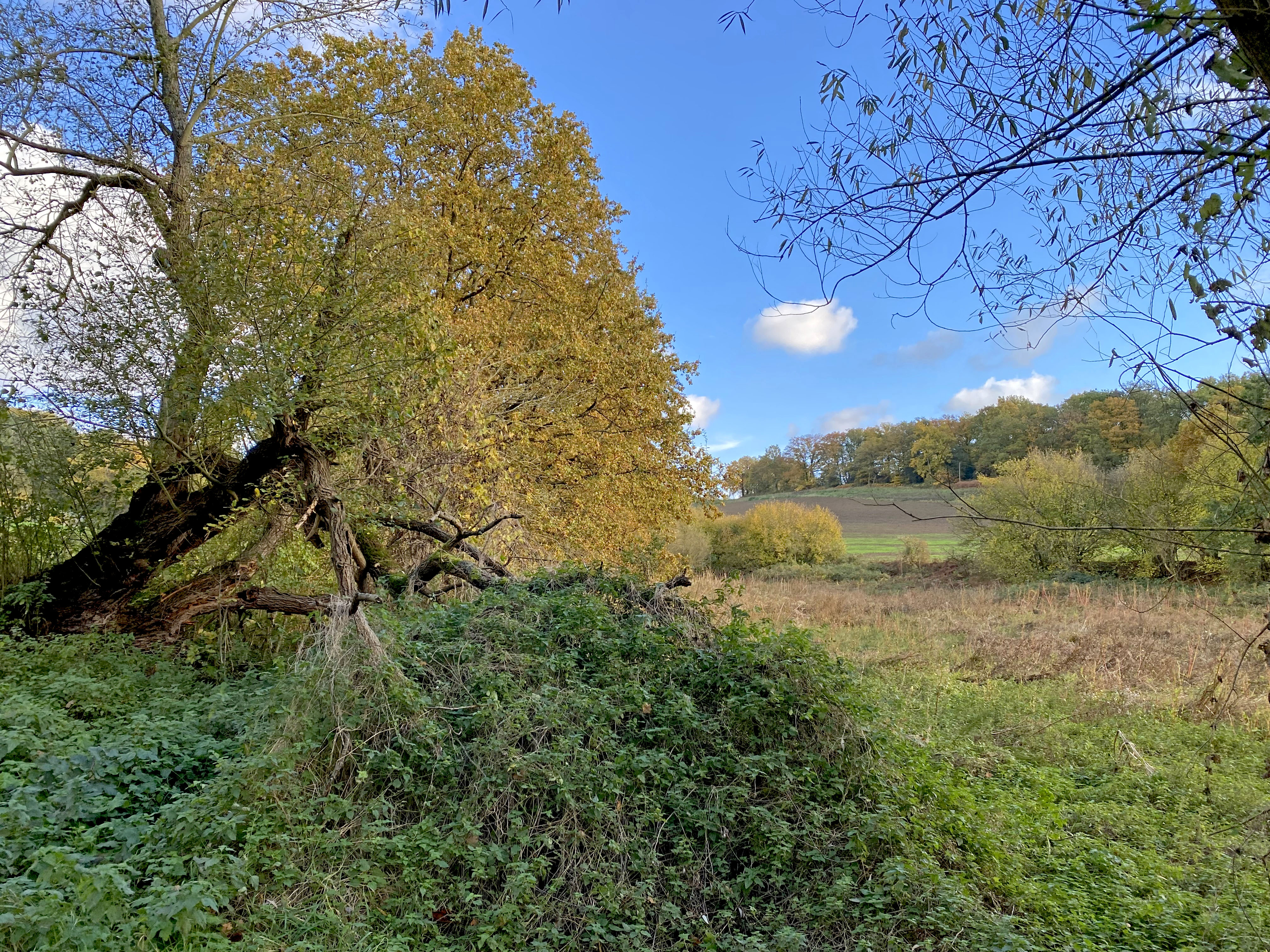
Feuchtbrache im Mündungsgebiet der Hesselbecke in die Maasbecke
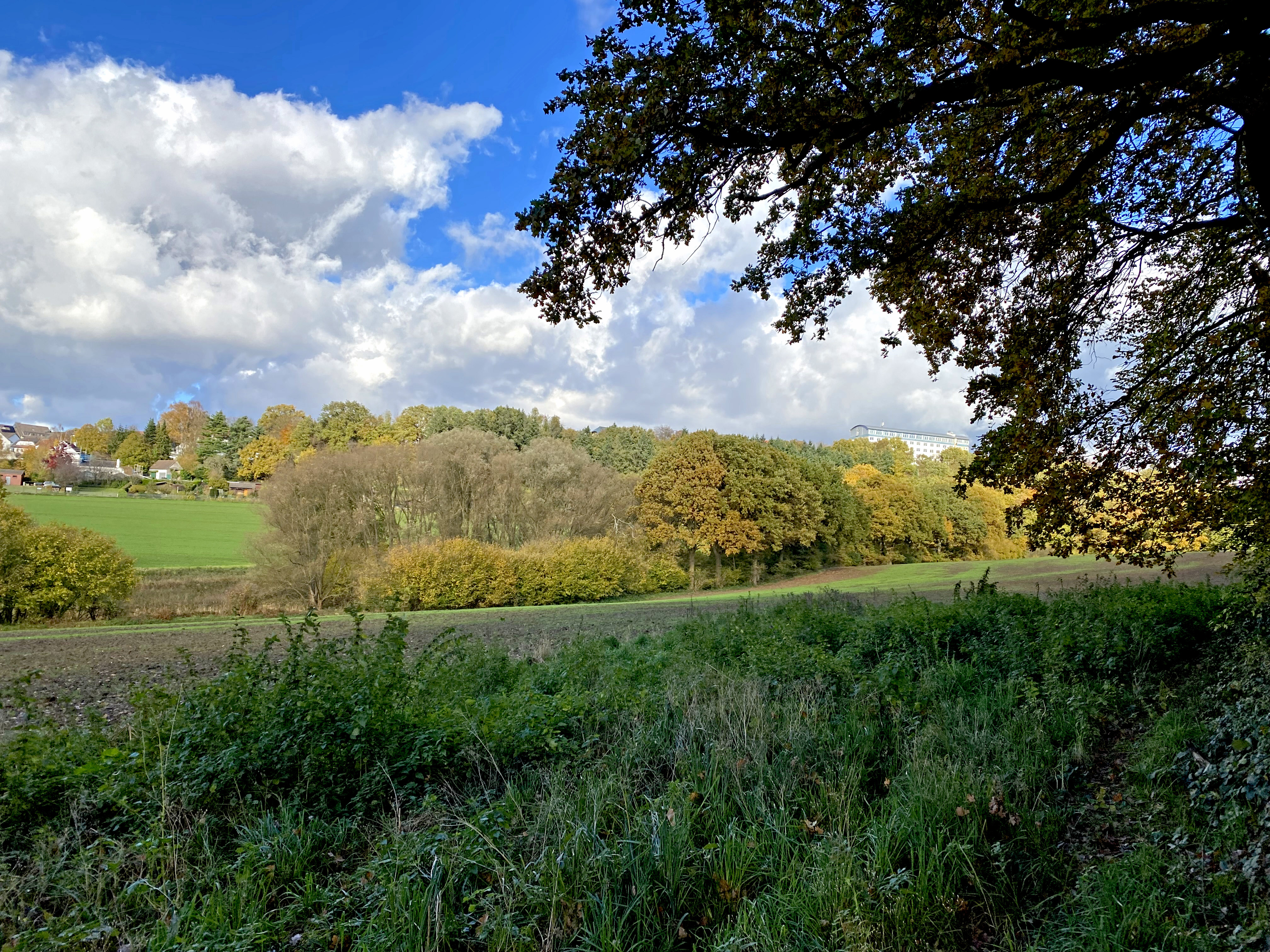
Blick über das untere Bachtal der Hesselbecke auf die Klinik Blankenstein
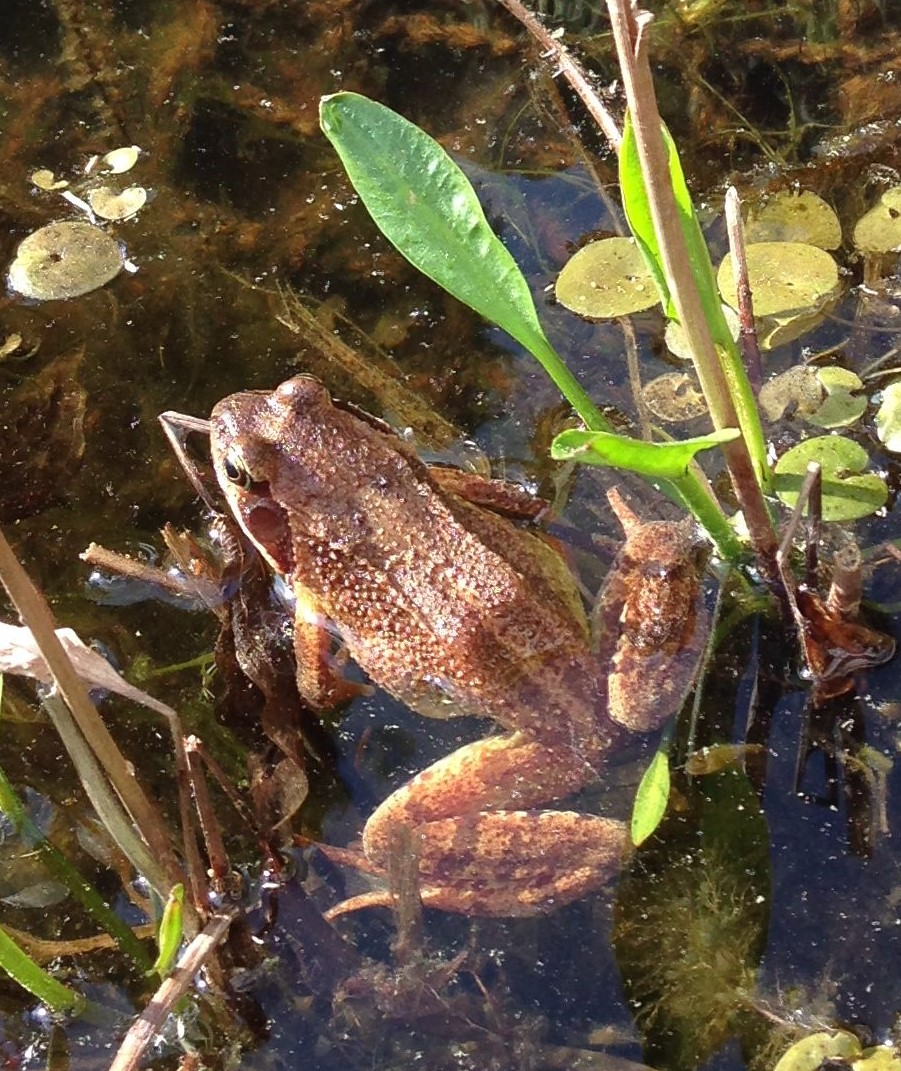
Grasfrosch findet geeignete Lebensraum an der Maasbecke
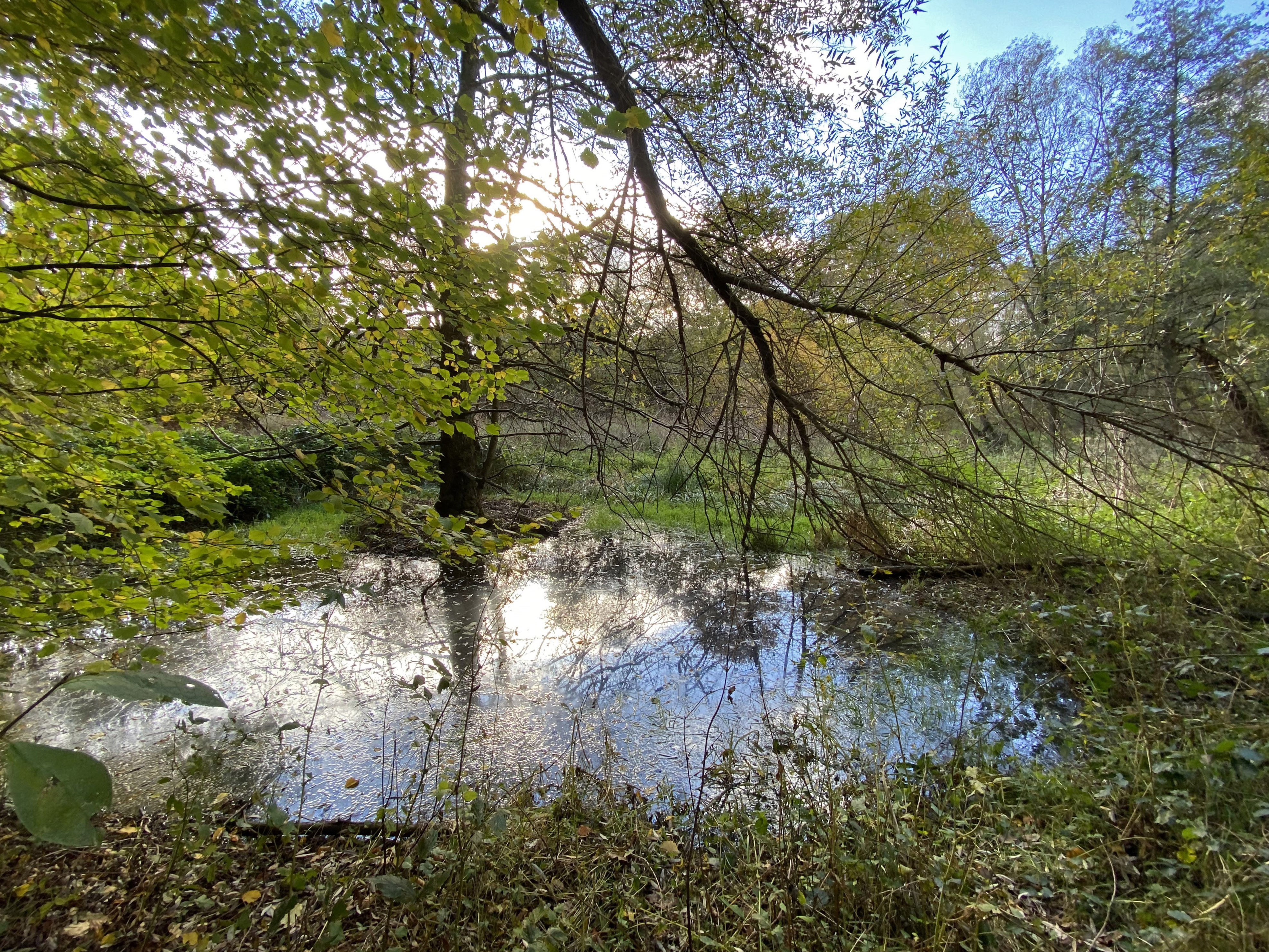
Feuchtbiotop im Tal der Maasbecke
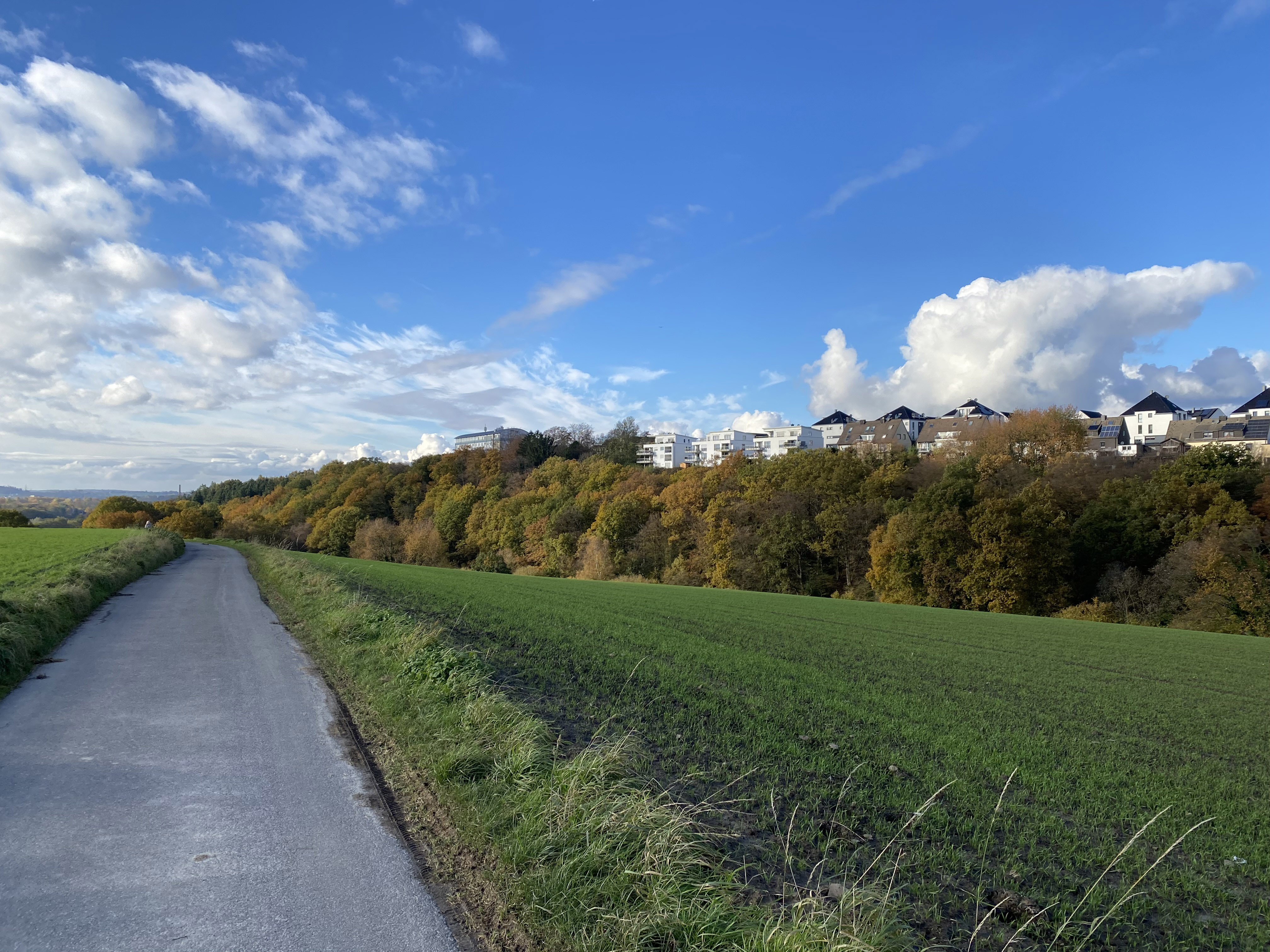
Blick von der Straße „Auf Drenhausen“ über das Tal der Hesselbecke nach Westen